# Moshé Feldenkrais

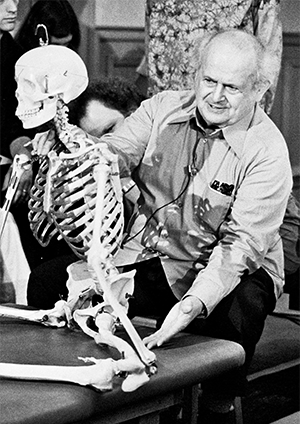
Moshé Feldenkrais, 1978

Moshé Feldenkrais (geboren am 6. Mai 1904 in Slawuta, Russisches Kaiserreich; gestorben am 1. Juli 1984 in Tel Aviv, Israel) war ein israelischer Wissenschaftler und Judolehrer. Er entwickelte die nach ihm benannte Feldenkrais-Methode der körperlichen Betätigung und Entspannung.

## Leben
Feldenkrais wuchs in einer jüdischen Familie im belarussischen Baranawitschy auf. Seine Schulbildung und Erziehung erhielt er jüdisch-traditionell im Cheder. Als Vierzehnjähriger wanderte er 1919 nach Palästina aus. Dort arbeitete er zunächst im Straßenbau, auf Baustellen in Tel Aviv und als Privatlehrer für Kinder. 1927 legte er sein Abitur am Herzliya-Gymnasium in Tel Aviv ab und ging 1930 nach Paris, um Elektrotechnik und Mechanik an der ESTP (École spéciale des travaux publics, du bâtiment et de l’industrie), einem Privatinstitut, zu studieren. Dieses Studium schloss er ab. Danach war er Student des ersten Jahrgangs eines neuen Studiengangs der Universität Sorbonne, der mit dem Titel eines ingénieur-docteur abgeschlossen werden konnte. Über den Verlauf des Studiums während des Zweiten Weltkriegs gibt es keine gesicherten Informationen.
Von 1933 bis zu seiner Emigration nach England 1940 arbeitete Feldenkrais als Ingenieur im Forschungslabor von Irene Joliot-Curie und Frédéric Joliot, die 1935 gemeinsam den Nobelpreis für Chemie erhielten. Wegen der Kriegserklärung Frankreichs und Englands an Deutschland vom 3. September 1939 begleitete er 1940 den Transport der gesamten französischen Vorräte an Schwerwasser und der Forschungsunterlagen zur Isotopentrennung nach England. Von 1940 bis Mai 1946 arbeitete er für die Britische Admiralität im Forschungslabor H.M.A./S.E.E. der Marine in Fairlie, Ayrshire u. a. im Bereich der Sonartechnik zur Erkennung von U-Booten.
Danach wohnte er in London bei Stanley Byard in Primrose Gardens 44 und zog im Juni 1946 nach Belize Grove Nr. 8.
Während seiner Arbeit im Forschungslabor der englischen Marine las er Bücher über Neurophysiologie und Neuropsychologie. In dieser Zeit hielt er auch Vorträge vor der British Association of Scientific Workers, die später die Basis für sein grundlegendes Buch Body and mature behaviour bildeten, das 1949 erschien. Im gleichen Jahr lehnte er die Gründung eines eigenen Instituts in London aus Mitteln privater Spender ab.
Nach dem Zweiten Weltkrieg kehrte Feldenkrais mehrmals nach Paris zurück, wo ihm 1946/1947 der obenerwähnte Grad eines ingénieur-docteur von der Sorbonne verliehen wurde. Belege dafür sind seine Doktorarbeit Contribution à la mesure des hautes tensions von 1945 in der Bibliothèque Universitaire Pierre et Marie Curie sowie die Erwähnung seines Doktorgrades in den Annales de l'Université de Paris 1947. Die Doktoren der Physik in den Annales de l’Université sind in einer anderen Kategorie gelistet. Im Gegensatz zu seinem erlernten Beruf als Ingenieur bezeichnete sich Feldenkrais selbst gern als Physiker. Für weitere akademische Grade, die er erworben haben könnte und mit denen er manchmal tituliert wurde, gibt es keine Belege. Die Angaben in zahlreichen Quellen im Internet sowie einigen Biographien sind daher sehr widersprüchlich.
1950 bat ihn Ephraim Katzir, für die Israelischen Verteidigungsstreitkräfte als Raketenwissenschaftler mitzuhelfen. Bereits nach Monaten hat Katzir aber erkannt, dass Feldenkrais von Raketentechnologie keine Kenntnisse besaß. 
Ab 1952 widmete Feldenkrais sich ganz der Ausarbeitung seiner eigenen Methode und gründete sein eigenes Feldenkrais-Institut. Ab Ende der 1960er Jahre bildete er die ersten Generationen Feldenkrais-Lehrer aus. Bis zu seinem Tod 1984 unterrichtete er in Tel Aviv und wurde vermehrt nach Frankreich, England und in die USA eingeladen, um seine Methode vorzustellen. Die zweite und dritte Generation der Feldenkrais-Lehrer bildete er in Schulungen in den USA aus: San Francisco 1975–1978 und am Hampshire College in Amherst, 1980–1983.
Zu seinen bekanntesten Schülern zählen David Ben-Gurion, der erste Premierminister Israels, Yehudi Menuhin und Peter Brook. Ein wichtiger Bestandteil seiner Arbeit mit Privatschülern war die Förderung behinderter Kinder.

## Leben als Kampfsportler
Feldenkrais war zwanzig Jahre lang auch Judolehrer und verfasste mehrere Bücher darüber. In Palästina begann er sich in den 1920er Jahren intensiv mit Nahkampfmethoden zu befassen. Nach eigenen Angaben (z. B. in einem Interview mit Dennis Leri) unterrichtete er ab 1921 Mitglieder der Hagana in Selbstverteidigung. Er begründete dabei einige der Grundkonzepte (z. B. Ausnutzen der natürlichen Abwehrreflexe), die später im KAPAP oder Krav Maga weiter kultiviert wurden.
Während seines Studiums in Paris ab 1930 befasste er sich weiterhin mit Kampfsport, insbesondere mit Jiu Jitsu und dem daraus abgeleiteten Judo. Dazu entwickelte und veröffentlichte er eigene Trainingsmethoden, die Kanō Jigorō wohlwollend beurteilte. Im September 1933 traf er sich in Paris mit Kanō, mit dem er danach regelmäßig korrespondierte und Freundschaft pflegte. Als der japanische Judoprofessor (Sensei) Mikinosuke Kawaishi 1935 aus England nach Paris umzog, forderte Kanō Feldenkrais auf, Jiu Jitsu und Judo bei diesem genauer zu studieren. Diesem Rat folgend begann Feldenkrais die langjährige Zusammenarbeit mit Kawaishi. 1936 gründete er mit Kawaishi den Jiu Jitsu Club de France, einen der ältesten Jiu-Jitsu-Verbände in Europa, der heute noch existiert.
Feldenkrais war 1936 der erste Europäer, dem das Kōdōkan den 1. Dan Judo und zwei Jahre danach den 2. Dan verlieh, ohne dass er jemals in Japan gewesen war. Erster europäischer Judo-Danträger war 1911 der Engländer Ernest John Harrison, der jedoch Judo in Japan am Kōdōkan bei Kanō Jigorō studiert hatte. Mit der Lehrtätigkeit auf dem Gebiet der Selbstverteidigung fand Feldenkrais auch bei seinen Kollegen im Pariser Forschungslabor besondere Anerkennung, so dass er u. a. Frédéric Joliot, Irène Joliot-Curie und Bertrand Goldschmidt Grundlagen der Judo-Selbstverteidigung vermittelte.
Nach dem Zweiten Weltkrieg nahm er 1946 wieder Verbindung mit Kawaishi auf und gründete mit ihm und anderen französischen Budo-Sportlern den Judo Club de France, aus dem die Französische Judoföderation (Fédération française de judo, jujitsu, kendo et disciplines associées, FFJDA) hervorgegangen ist. Die FFJDA ist heute der nationale Sportverband der Judoka und Budo-Sportler in Frankreich.
Moshé Feldenkrais starb im Juli 1984 in Tel Aviv und wurde er auf dem Nahalat-Yitzhak-Friedhof in Givʿatajim bestattet.

## Feldenkrais-Methode
Die Feldenkrais-Methode ist ein körperorientiertes pädagogisches Verfahren, dessen Ziel es ist, durch die Schulung der kinästhetischen und propriozeptiven Selbstwahrnehmung grundlegende menschliche Funktionen zu verbessern und Schmerzen zu reduzieren. Das Verfahren soll allgemein zu als leichter und angenehmer empfundenen Bewegungen führen. Feldenkrais entwickelte seine Methode in zwei unterschiedlichen Techniken, die er „Funktionale Integration“ (engl. Functional Integration) und „Bewusstheit durch Bewegung“ (engl. Awareness through Movement) nannte. Evidenzen für einen spezifischen therapeutischen Nutzen fehlen.

## Schriften
- Jiu -jitsu, Étienne Chiron, Paris 1934.
- Judo pour ceintures noires. Étienne Chiron, Paris 1951.
- Higher Judo. Ground Work (KATAME-WAZA). Frederick Warne & Co., London/New York 1953.
- Bewusstheit durch Bewegung. Suhrkamp, Frankfurt am Main 1968, ISBN 3-518-36929-6.
- Abenteuer im Dschungel des Gehirns. Der Fall Doris. Suhrkamp, Frankfurt am Main 1981, ISBN 3-518-37163-0.
- Die Entdeckung des Selbstverständlichen. Suhrkamp, Frankfurt am Main 1987, ISBN 3-518-37940-2.
- Die Feldenkrais-Methode in Aktion. Eine ganzheitliche Bewegungslehre. 7. Auflage. Junfermann, Paderborn 2006, ISBN 978-3-87387-019-2.
- Das starke Selbst. Anleitung zur Spontaneität. Suhrkamp, Frankfurt am Main 1992, ISBN 3-518-38457-0.
- Der Weg zum reifen Selbst. Phänomene menschlichen Verhaltens. 2. Auflage. Junfermann, Paderborn 2002, ISBN 978-3-87387-126-7.